# بايسمنت جاكس
بايسمنت جاكس (بالإنجليزية: Basement Jaxx)‏ هو ثنائي موسيقى الإلكترونية إنجليزي تتكون من كل من فيليمس بوكستون وسيمون راتشفيل. حصل الثنائي على اسمهما تيمنا بالنادي الليلي اللذان كانا يعملان به في مسقط رأسهما بريكستون، لندن، المملكة المتحدة. حضت الفرقة بشعبية كبرى في منتصف التسعينيات.

## روابط خارجية
- بايسمنت جاكس على موقع IMDb (الإنجليزية)
- بايسمنت جاكس على موقع ميوزك برينز (الإنجليزية)
- بايسمنت جاكس على موقع أول ميوزيك (الإنجليزية)
- بايسمنت جاكس على موقع ديسكوغز (الإنجليزية)
- بايسمنت جاكس على موقع قاعدة بيانات الفيلم (الإنجليزية)